# Laabi
Laabi is een plaats in de Estlandse gemeente Harku, provincie Harjumaa. De plaats heeft de status van dorp (Estisch: küla).

## Bevolking
Het dorp had 35 inwoners op 31 december 2011 en 21 inwoners op 31 december 2021.